# Xã Montrose, Quận Cavalier, Bắc Dakota
Xã Montrose (tiếng Anh: Montrose Township) là một xã thuộc quận Cavalier, tiểu bang Bắc Dakota, Hoa Kỳ. Năm 2010, dân số của xã này là 42 người.